# Эл, Лейла
Лейла Эл (англ. Layla El; род. 25 июня 1977) — английская актриса, модель, танцовщица и профессиональный рестлер марокканского происхождения, получившая известность благодаря выступлениям в World Wrestling Entertainment (WWE) под именем Лейла.
До прихода в WWE Лейла работала танцовщицей на круизных кораблях, чирлидером клуба Национальной баскетбольной ассоциации «Майами Хит», а также танцевала у Канье Уэста на церемонии награждения MTV Video Music Awards. В 2006 году она приняла участие в конкурсе «Поиск Див WWE», в котором одержала победу и выиграла контракт с компанией. В WWE Лейла выступала во всех трёх брендах компании: SmackDown, ECW и Raw. Входила вместе с Келли Келли и Брук Адамс в состав танцевальной группы Extreme Exposé, исполняла роль менеджера и валета Уильяма Ригала, Миза, Джейми Ноубла и Фанданго, а в 2009 году вместе с Мишель Маккул сформировала команду Лей-Кул. С помощью своей напарницы в мае 2010 года Лейла завоевала титул женского чемпиона WWE, а в апреле 2012 года стала обладательницей титула чемпионки див WWE, который удерживала до сентября. 29 июля 2015 года объявила о завершении своей карьеры.

## Биография
Лейла родилась и выросла в Лондоне (Англия) и имеет испанские и марокканские корни. Она обучалась театральному искусству в лондонском колледже.
После переезда в США Лейла работала танцовщицей в Carnival Cruise Lines. С 2004 года она два года танцевала в группе поддержки клуба Национальной баскетбольной ассоциации «Майами Хит». В составе танцевальной группы даже получила чемпионский перстень НБА. В перерывах она участвовала в подтанцовке у Джонни Ледженда. Лейла также танцевала на церемонии награждения MTV Video Music Awards для Пи Дидди и Канье Уэста.

## World Wrestling Entertainment / WWE

### «Поиск Див WWE» и первые появления (2006—2007)

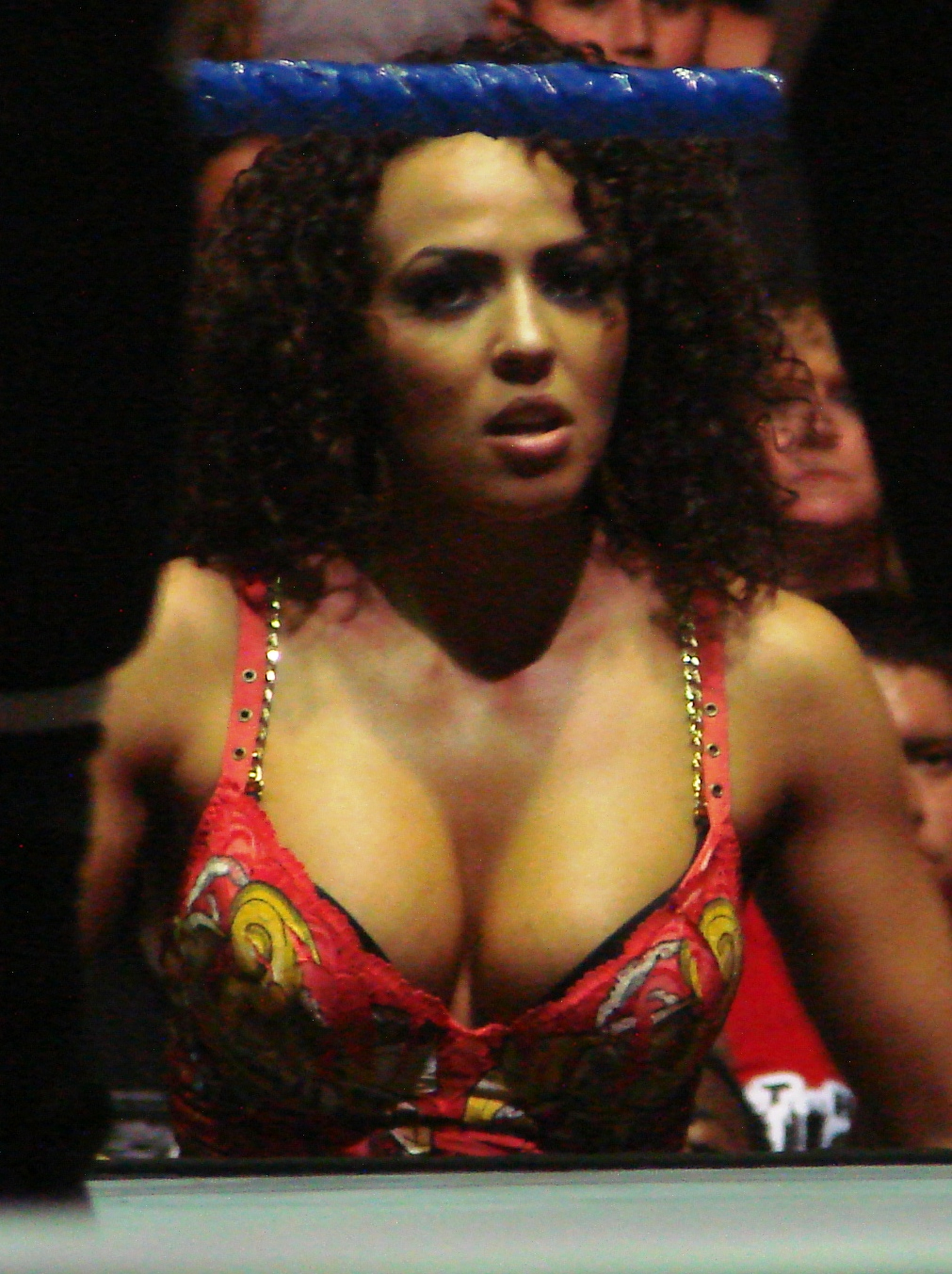
Лейла в 2007 году

Свой дебют в профессиональном рестлинге Лейла совершила в 2006 году, когда её тренер предложил ей принять участие в программе WWE по поиску новых талантов «Поиск Див WWE» и побороться за 250 000 долларов. После кастинга она была выбрана в качестве одного из финалистов. Во время конкурса она выиграла недельный «иммунитет» на выбывание, победив в соревновании по преодолению полосы препятствий. Ещё один конкурс — «Diva Search Talent Show» — она выиграла 11 августа, исполнив танец в форме полицейского. В итоге, 16 августа Лейла была объявлена победителем программы «Поиск Див WWE».
В WWE Лейла дебютировала в 2006 году, снявшись в закулисном сегменте на pay-per-view шоу SummerSlam, в котором дивы WWE устроили ей обряд инициации — дразнили и смеялись над ней, а после завели в душевую в одежде и облили водой. Уже на следующей неделе она приняла участие в шоу бренда SmackDown!, где брала интервью у Миза, который все время говорил о себе, не давая ей вставить ни одного слова. В следующий раз Эл появилась в телевизионном шоу WWE лишь спустя месяц и сразу же была втянута в конфронтацию с Кристал и Джиллиан Холл.
На октябрьском шоу No Mercy Лейла поставила Миза в неловкое положение: пообещала тому в честь дня рождения исполнить lap dance, а после того как тому завязали глаза, поменялась местами с «Биг Дик» Джонсоном. 20 октября она стала победительницей танцевального конкурса, судьями которого были Ник и Аарон Картеры. Однако Миз, исполнявший обязанности эмси, объявил победительницей Кристал. На следующей неделе Лейла впервые вышла на ринг как рестлер, приняв участие в королевском бое див, в котором победу, благодаря помощи Миза, одержала Кристал. Параллельно Лейла продолжала вражду с Мизом и Кристал, участвуя как в одиночных поединках, так и в командных матчах. В своём последнем матче в SmackDown!, прошедшем 22 декабря, Лейла в команде с Эшли Массаро одержала победу над Кристал и Джиллиан Холл.

### Extreme Exposé и менеджер Уильяма Ригала (2007—2009)

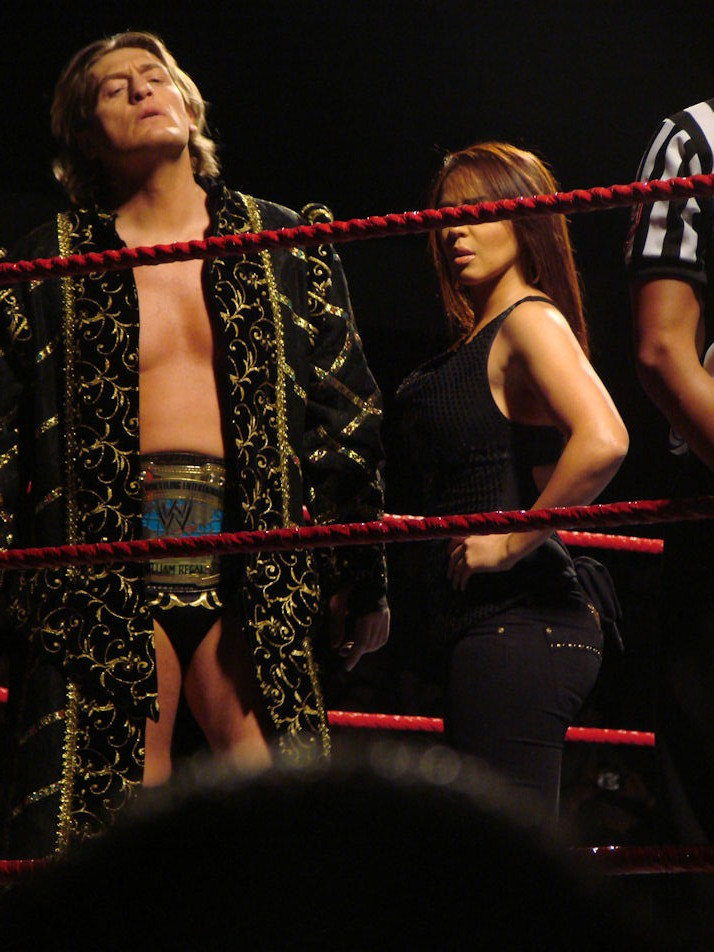
Лейла с интерконтинентальным чемпионом Уильямом Ригалом

В январе 2007 года Лейла была переведена в ECW, где дебютировала 27 января. Там она вместе с Келли Келли и Брук Адамс сформировала танцевальную группу Extreme Exposé. Во время еженедельных шоу ECW у этого трио был собственный танцевальный сегмент, причём хореографию группе ставила Лейла. В июне 2007 на бренд ECW перешёл Миз, что привело к сюжетной линии, согласно которой все три девушки были влюблены в него. Распад группы начался, когда Келли стала проявлять симпатию к Боллз Махони, и Лейла, Брук и Миз стали открыто насмехаться над ней. 1 ноября у Брук истёк контракт с WWE и она была уволена, что привело к окончательному распаду группы Extreme Exposé. Оставшиеся девушки стали враждовать друг с другом и всё чаще стали выступать на ринге. На шоу Survivor Series они вошли в состав разных команд на традиционный командный матч десяти див, в котором команда Лейлы проиграла. В декабре Лейла сформировала альянс с Викторией, к которому в январе 2008 года присоединилась Лена Яда, и это трио враждовало с Келли. На Рестлмании XXIV Лейла была в составе «дровосеков» во время командного матча див. На шоу Backlash Лейла была участником команды-победителя в матче див шестеро против шести.
Во время дополнительного драфта WWE 2008 года Лейла была переведена на бренд RAW. Её дебют в Raw состоялся 7 июля, когда она вместе с Джиллиан Холл приняла участие в командном матче с Микки Джеймс и Келли Келли. Вскоре Лейла была вовлечена в сюжетную линию с Джейми Ноублом, который старался впечатлить девушку своими поединками, однако всегда легко проигрывал своим оппонентам В сентябре Лейла стала менеджером Уильяма Ригала и в течение следующих нескольких месяцев редко участвовала в поединках, в основном выходя к рингу в качестве сопровождения Ригала. 5 апреля она участвовала в Королевском бое на Рестлмании XXV, однако не смогла одержать победу.

### Лей-Кул и женская чемпионка WWE (2009—2011)

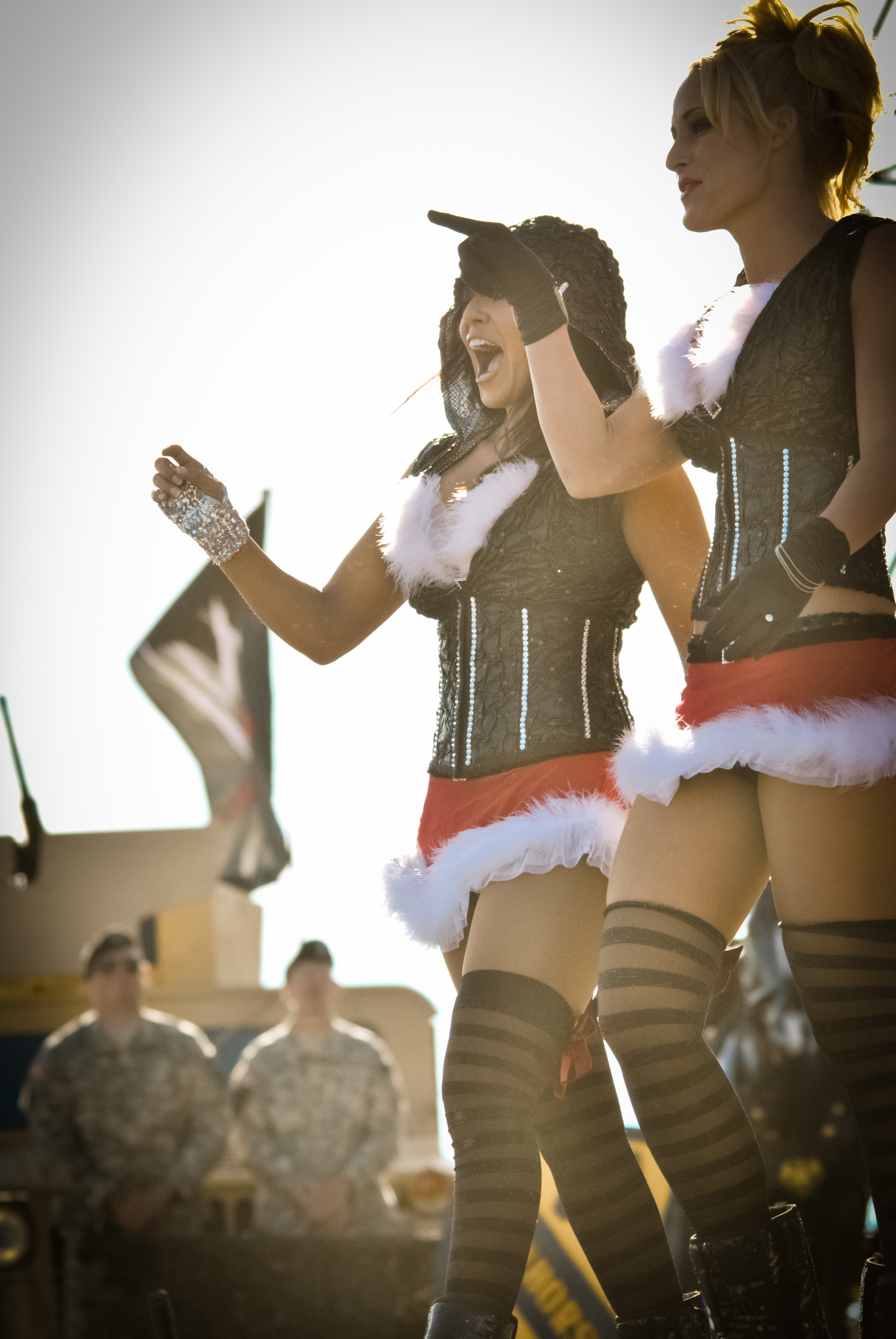
Лей-Кул на шоу Tribute to the Troops 2010

15 апреля 2009 года на драфте WWE 2009 года Лейла была переведена на бренд SmackDown. Там у неё началась вражда с Ив Торрес, которой она проиграла не только в танцевальном конкурсе и в соревновании по армрестлингу, но и на ринге. 18 июня после второго проигрыша Мария, исполнявшая обязанность рефери, уговорила обеих девушек прекратить вражду и пожать друг другу руки.
Осенью Лейла вместе с Мишель Маккул сформировала команду Лей-Кул. В октябре девушки начали враждовать с Микки Джеймс, высмеивая её вес и пытаясь выжить свою оппонентку из SmackDown. На pay-per-view Survivor Series Лей-Кул проиграли команде Джеймс. На TLC: Tables, Ladders & Chairs Лейла вмешалась в поединок за титул женского чемпиона WWE между Маккул и Джеймс и помогла Мишель защитить чемпионский титул. В январе 2010 года на Королевской битве перед боем между Маккул и Джеймс Лейла вышла в насмешливом костюме, однако эта насмешка имела неприятные последствия: Джеймс напала на Лейлу, тем самым отвлекла Маккул и одержала победу в матче. 12 февраля официальный консультант SmackDown Вики Герреро назначила неравный поединок между Джеймс и Лей-Кул, победу в котором одержали последние. После этого события Герреро присоединилась к Лей-Кул, сопровождая их выходы на ринг и вмешиваясь в поединки на их стороне. На Elimination Chamber Лейла и Маккул одержали победу над командой Raw Гейл Ким и Марис в межбрендовом командном матче. На Рестлмании XXVI Лейла участвовала в команде-победителей в командном бое 10 див.
14 мая на шоу SmackDown Лей-Кул приняли участие в неравном поединке против Бет Финикс за титул женского чемпиона WWE, в котором Лейле удалось удержать Финикс и впервые в своей карьере стать женским чемпионом. После этой победы команда Лей-Кул провозгласила себя сообладателями титула женского чемпиона WWE. 1 июня было объявлено, что Лей-Кул станут наставниками Кавала во втором эпизоде WWE NXT. 18 июля Лейла впервые защитила титул, одержав победу над Келли Келли на шоу Money in the Bank. 30 июля генеральный менеджер SmackDown Теодор Лонг заявил, что может быть только один женский чемпион и девушки должны в течение недели решить кто им будет. На следующем шоу девушки разрезали чемпионский пояс на две половинки, превратив его в дружеский амулет, тем самым обойдя приказ Лонга. В сентябре Лейла и Маккул бросили вызов чемпионке среди див Мелине, предложив провести бой на шоу Night of Champions. В бою приняла участие Маккул, которая с помощью Лейлы одержала победу над Мелиной и объединила два чемпионских пояса, таким образом, став объединённой чемпионкой див WWE. Неофициально Лейла стала сообладательницей чемпионского титула и защищала его следующим вечером на шоу Raw. После того, как оба члена Лей-Кул успешно защитили титул против Натальи они встретились с ней в неравном поединке на шоу Survivor Series, в котором победу одержала последняя и стала новым чемпионом. После шоу Наталья и Финикс сформировали альянс и стали враждовать с Лей-Кул и на декабрьском шоу TLC: Tables, Ladders & Chairs одержали победу. В январе 2011 года Лей-Кул потребовали матч-реванш, который был назначен шоу Королевская битва. Первоначально планировалось провести неравный бой двое против одного, но анонимный генеральный менеджер Raw изменил матч на «фатальный четырёхсторонний матч» и добавил в состав участников Ив. В бою победу одержала Ив, сумевшая удержать Лейлу и стать новым чемпионом среди див.
После проигрыша чемпионского титула в команде Лей-Кул начались разногласия и, согласно сюжетной линии, они стали посещать психолога по проблемам семейных пар. На одном из таких сеансов Маккул напала на Лейлу. 25 апреля на драфте WWE 2011 года Лейла проиграла поединок Ив, после чего была атакована Маккул. 29 апреля девушки встретились в матче, который закончился двойной дисквалификацией по отсчёту. В результате, на шоу Extreme Rules был назначен поединок без отсчётов и дисквалификаций с условием, что проигравший должен будет покинуть WWE. В матче победу одержала Лейла и Маккул уволилась из WWE.

### Травма и чемпионка див WWE (2011—2013)
13 мая 2011 года на шоу SmackDown Лейла объявила, что на Extreme Rules получила травму колена. Вскоре было официально подтверждено, что Лейла порвала переднюю крестообразную и медиальную коллатеральную связки и ей требуется хирургическое вмешательство.
На ринг Лейла вернулась 22 марта 2012 года, приняв участие в шоу федерации Florida Championship Wrestling. В основной состав WWE она вернулась 29 апреля во время шоу Extreme Rules, заменив Бет Финикс в матче за титул чемпионки див WWE. Несмотря на вмешательство в бой Бри Беллы, Лейла одержала победу над Никки Беллой и завоевала чемпионский титул. Уже следующим вечером она успешно защитила титул в матче «тройная угроза» против сестёр Белла, а позже защитила титул против Бет Финикс на шоу Over the Limit и No Way Out в мае и июне соответственно. На шоу Night of Champions Лейла должна была защищать титул против Кейтлин, но из-за травмы претендентка была заменена на Ив Торрес, которая одержала победу над Лейлой и завоевала титул чемпионки див.
На шоу Superstars Лейла победила Ив в нетитульном матче и завоевала право на чемпионский поединок, который состоялся 15 октября. В этом матче и в поединке на шоу Hell in a Cell Лейле не удалось завоевать титул. 12 ноября на Raw Лейла одержала победу над Кейтлин и вновь стала претендентом № 1 на титул чемпионки див. 16 декабря на pay-per-view Tables, Ladders & Chairs Лейла приняла участие в королевском бое «Маленькие помощницы Санты», победитель которого должен будет встретиться с Ив, однако Лейле не удалось одержать победу. В начале 2013 года у Лейлы был небольшой фьюд с Таминой Снукой, во время которого Лейла стала помогать Кейтлин. 2 августа на SmackDown Лейла помешала Кейтлин выполнить приём гарпун против Эй Джей, из-за чего та проиграла бой и чемпионский титул. После этого Лейла образовала союз с Эй Джей и одержала победу над Кейтлин как в одиночном поединке, так и в командном.

### Различные сюжетные линии (2013—2015)

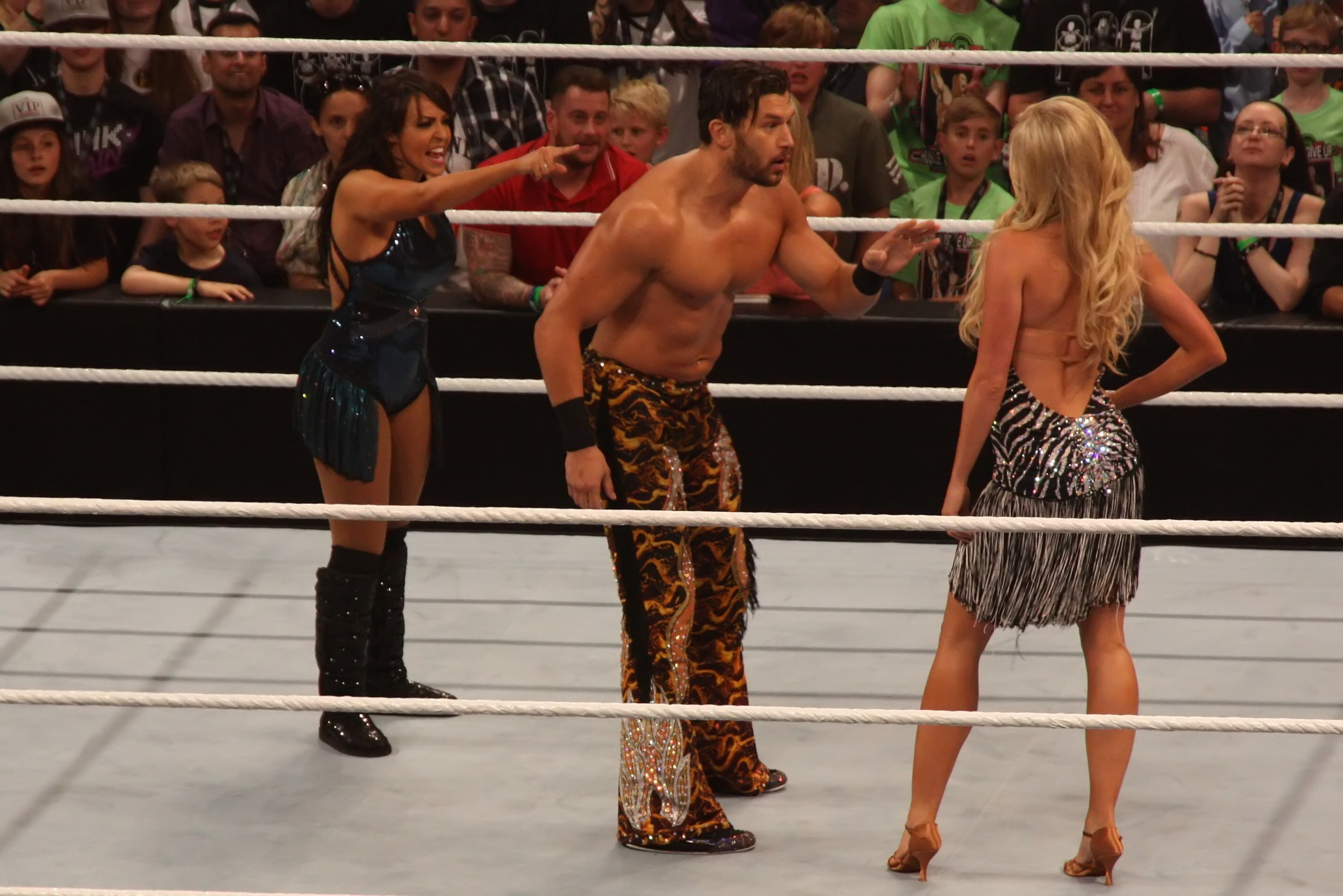
Лейла (слева), Фанданго и Саммер Рэй

В конце 2013 года Лейла сделала небольшой перерыв в выступлениях по личным причинам. Её возвращение состоялось 14 марта 2014 года на шоу, которое не показывалось по телевидению, а уже на следующей неделе приняла участие в WWE Main Event, где вместе Алисией Фокс проиграла команде Funkadactyls (Кэмерон и Наоми). На Рестлмании XXX Лейла участвовала в матче «Приглашение Вики Герреро» за титул чемпионки див, в котором победу одержала Эй Джей. На следующей неделе она заменила Саммер Рэй в качестве танцовщицы Фанданго, что привело к вражде с Эммой и Сантино Мареллой.
В мае Лейла приняла участие в турнире по определению следующего женского чемпиона NXT, однако проиграла уже в первом раунде Наталье. 19 мая после небольшого отсутствия вернулась Рэй и девушки стали бороться друг с другом за внимание Фанданго и постоянно нападали одна на другую. Это привело к матчу на шоу Money in the Bank со специальным судьёй Фанданго, победу в котором одержала Лейла. В июле во время матча-реванша девушки вдвоём напали на Фанданго, после чего станцевали вместе. Они сформировали альянс и стали мешать Фанданго проводить поединки, стараясь сделать всё, чтобы он проиграл. Свою команду девушки назвали Слэйерс (англ. Slayers) и стали выступать вместе в командных боях. В первом матче они проиграл Эй Джей Ли и Пэйдж, однако затем смогли одержать победу над Розой Мендес и Натальей. На шоу Survivor Series в ноябре Слэйерс вошли в состав команды Пэйдж и приняли участие в традиционном матче на выбывание, однако обе были выбиты из боя, а их команда проиграла. В январе 2015 года перенесла операцию и на время была освобождена от участия в шоу.
Возвращение Лейлы на ринг состоялось 18 апреля, когда она на шоу Main Event одержала победу над Эммой. 29 июля на сайте WWE появилось эксклюзивное интервью Лейлы, в котором она объявила о завершении своей карьеры.

## Стиль и роль в WWE
После подписания контракта с WWE в августе 2006 года Лейла несколько месяцев работала интервьюером и снималась в закулисных сегментах и лишь только в декабре дебютировала на ринге. Её первая сюжетная линия была связана с её увлечениям в реальной жизни — танцами. Сформировав группировку Extreme Exposé, она с напарницами долгое время имела собственный танцевальный сегмент на шоу ECW. Лейла также часто отыгрывала роль валета у таких рестлеров, как Миз, Джейми Ноубл, Уильям Ригал, Фанданго и Мишель Маккул. Наибольшего успеха Эл достигла после перехода в Smackdown! в 2009 году, где она сформировала альянс с Маккул, а позже завоевала чемпионский титул.

## Другие проекты
После победы в конкурсе «Поиск Див WWE» Лейла снялась для обложки в журналах King, Smooth, первого выпуска журнала Liquid, а также снялась для журнала FHM. Лейла вместе с Бет Феникс и Кэндис Мишель снимались для февральского выпуска Flex 2009 года.
В апреле 2007 года Лейла вместе с Келли Келли, Брук, Торри Уилсон, Эшли и Марис снялись в клипе Тимбалэнда «Throw It On Me». В ноябре того же года она вместе с ещё несколькими рестлерами приняла участие в съёмках пяти эпизодов шоу Family Feud, а 6 февраля 2008 года вместе с несколькими дивами WWE участвовала в реалити-шоу «Проект Подиум». 13 апреля 2008 года Лейла появилась в эпизоде шоу Celebrity Fit Club Boot Camp в качестве тренера.
В 2012 году журнал Maxim в своём рейтинге Hot 100 поставил Лейлу Эл на 95 место.

## Личная жизнь
После переезда в США Эл жила в Майами (штат Флорида) и в Лос-Анджелесе (штат Калифорния). В августе 2008 года в возрасте 48 лет мать Лейлы умерла от рака молочной железы, поэтому девушка поддерживает исследования, направленные на борьбу с этой болезнью, и в октябре 2012 года снялась в рекламном ролике WWE и Susan G. Komen for the Cure, направленном на освещение этой проблемы. В середине 2014 года Лейла встала встречаться с профессиональным рестлером Рики Ортисом. 28 июля 2015 года пара объявила о своей помолвке, а 27 ноября того же года в Глендейле (штат Аризона) состоялась церемония бракосочетания
.

## В рестлинге
- Завершающие приёмы
  - Bombshell (Круговой удар ногой)[134][135][136]
  - The Facelift[21][137][21][138][138]
  - The Layout (Hangman's neckbreaker[англ.])[21][139][140][141]
  - Spinning roundhouse kick (Круговой удар ногой при раскрутке)[30][31]
- Коронные приёмы
  - Infinity[142][21][143]
  - LOL — Lots of Layla (Springboard crossbody[англ.])[144][145][146]
  - Spinning facebuster[англ.][21]
  - Wrenching head scissors[англ.][21]

- Музыкальные темы
  - «Not Enough for Me» от Джима Джонстона[147]
  - «Insatiable» от Джима Джонстона с Пэтси Грайм[148]
  - «ChaChaLaLa» (используется во время выходов с Фанданго)

## Титулы и достижения
- Pro Wrestling Illustrated

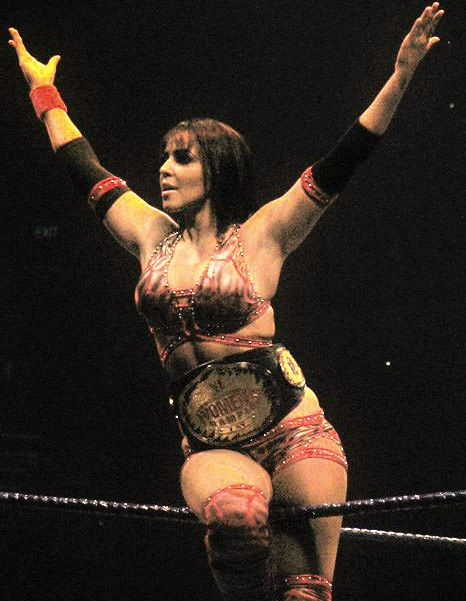
Лейла с титулом чемпиона WWE среди женщин

  - № 6 в списке 50 лучших девушек рестлеров 2012 года[149]
- World Wrestling Entertainment
  - Чемпионка WWE среди Див (1 раз)[78]
  - Чемпион WWE среди женщин (1 раз)[53]
  - Победительница «Поиск Див» 2006
  - Награда Слэмми в номинации «Идиотский момент года» — Лей-Кул терпят поражение от Мэй Янг[150] — с Мишель Маккул
  - WWE.com ставит команду Лей-Кул под № 36 в списке «50 величайших команд в истории WWE» в 2012 году[151] — с Мишель Маккул